# Sonny Gordon
Sonny Gordon (Lynn, 30 luglio 1965 – 26 aprile 2023) è stato un giocatore di football americano statunitense che ha militato nel ruolo di defensive back nella National Football League (NFL).